# Shibuya Mirai
Shibuya Mirai – chatbot zaprogramowany i obdarzony cechami siedmioletniego chłopca. Jest on pierwszym botem sztucznej inteligencji, który otrzymał tożsamość i kartę mieszkańca Tokio, stolicy Japonii. W dniu 4 listopada 2017 roku wystawiono dokument tokubetsu jūminhyō (specjalne zaświadczenie o miejscu zamieszkania) uznający go za mieszkańca dzielnicy Shibuya.

## Shibuya Mirai
Shibuya Mirai jest oficjalnym mieszkańcem tokijskiej dzielnicy Shibuya w Tokio zamieszkanej przez około 224 000 osób, pomimo tego, że jest tylko chatbotem w aplikacji do obsługi wiadomości Line. Pomysłodawcą przedsięwzięcia są lokalne władze okręgu Shibuya, którym w wykreowaniu nowego mieszkańca pomógł Microsoft. Twórcom zależy na tym, aby bot służył do komunikacji z obywatelami okręgu. Liczą na to, że mieszkańcy chętniej będą rozmawiać z ludzkim botem niż z urzędnikami i będą opowiadać o problemach i sprawach dotyczących życia w dzielnicy. Ma to poprawić komunikację między mieszkańcami a władzami.
Aby jak najbardziej „uczłowieczyć” wirtualną postać, postanowiono nadać jej ludzkie cechy i wymyślić zainteresowania. Tak więc przedstawiony jest jako nad wiek rozwinięty uczeń pierwszej klasy szkoły podstawowej, który kocha rozmawiać z ludźmi oraz ich obserwować, a jego hobby to robienie zdjęć. Dzięki sztucznej inteligencji może prowadzić rozmowy tekstowe z ludźmi w aplikacji do obsługi wiadomości LINE, a także modyfikować i odsyłać selfie swoich rozmówców. Twarz chłopca jest kompilacją wielu twarzy i będzie zmieniana w przyszłości. Jego imię pisane w alfabecie łacińskim ma postać MirAI, gdzie AI oznacza artificial intelligence, sztuczną inteligencję.
Shibuya Mirai jest pierwszym w historii botem, któremu nadano obywatelstwo, natomiast pierwszym humanoidalnym robotem, który otrzymał obywatelstwo jest wyprodukowany przez firmę Hanson Robotics z Hongkongu robot obdarzony sztuczną inteligencją o imieniu Sophia. Obywatelstwo zostało jej przyznane w październiku 2017 roku w Arabii Saudyjskiej.

## Inni „mieszkańcy”
Shibuya Mirai jest pierwszym botem sztucznej inteligencji, zarejestrowanym formalnie jako „mieszkaniec”, ale tego rodzaju „urzędowe uznanie” nie jest w Japonii nowością. W 2003 roku 
podobnie „potraktowano” ogromnie popularną gwiazdę mangi i anime, robota Astro i częstego gościa stolicy, fokę Tama.

### Astro Boy
W 2003 roku kultowy bohater mangi i anime, robot Tetsuwan Atom (ang. Astro Boy, Astro, Iron Arm Atom, Mighty Atom; jap. 鉄腕アトム Tetsuwan Atomu) został zarejestrowany jako mieszkaniec miasta Niiza w prefekturze Saitama pod adresem: Tezuka Production Company, 4-4-14, Nobidome, Niiza-shi w 2003 roku.
Astro Boy został stworzony przez reżysera Osamu Tezukę pierwotnie jako manga w 1952 roku, a następnie jako TV serial anime w 1963 roku. Różnego rodzaju adaptacje oraz wykorzystywanie postaci robota są aktualne do dziś. Data rejestracji Tetsuwana to 40. rocznica powstania serialu i data jego narodzin „w przyszłości”.

### Tama-chan
W 2002 roku na rzece Tama na terenie Tokio został zauważony samiec foki brodatej (fokowąs brodaty, Erignathus barbatus). „Zadomowił się” na kilka miesięcy w rzekach przepływających przez stolicę, co przyniosło mu ogromną popularność, także dzięki bezpośrednim transmisjom TV. Otrzymał imię Tama (pieszczotliwie: Tama-chan) i został zarejestrowany jako honorowy mieszkaniec jednej z dzielnic Jokohamy, Nishi-ku.
Decyzja ta spowodowała protesty grupy stałych mieszkańców cudzoziemców (np. Chińczyków, Koreańczyków), którzy są objęci innym, odrębnym systemem rejestracji.